# Astilbe apoensis
Astilbe apoensis là một loài thực vật có hoa trong họ Saxifragaceae. Loài này được Hallier f. miêu tả khoa học đầu tiên năm 1918.